# Taiseishōgun-ji

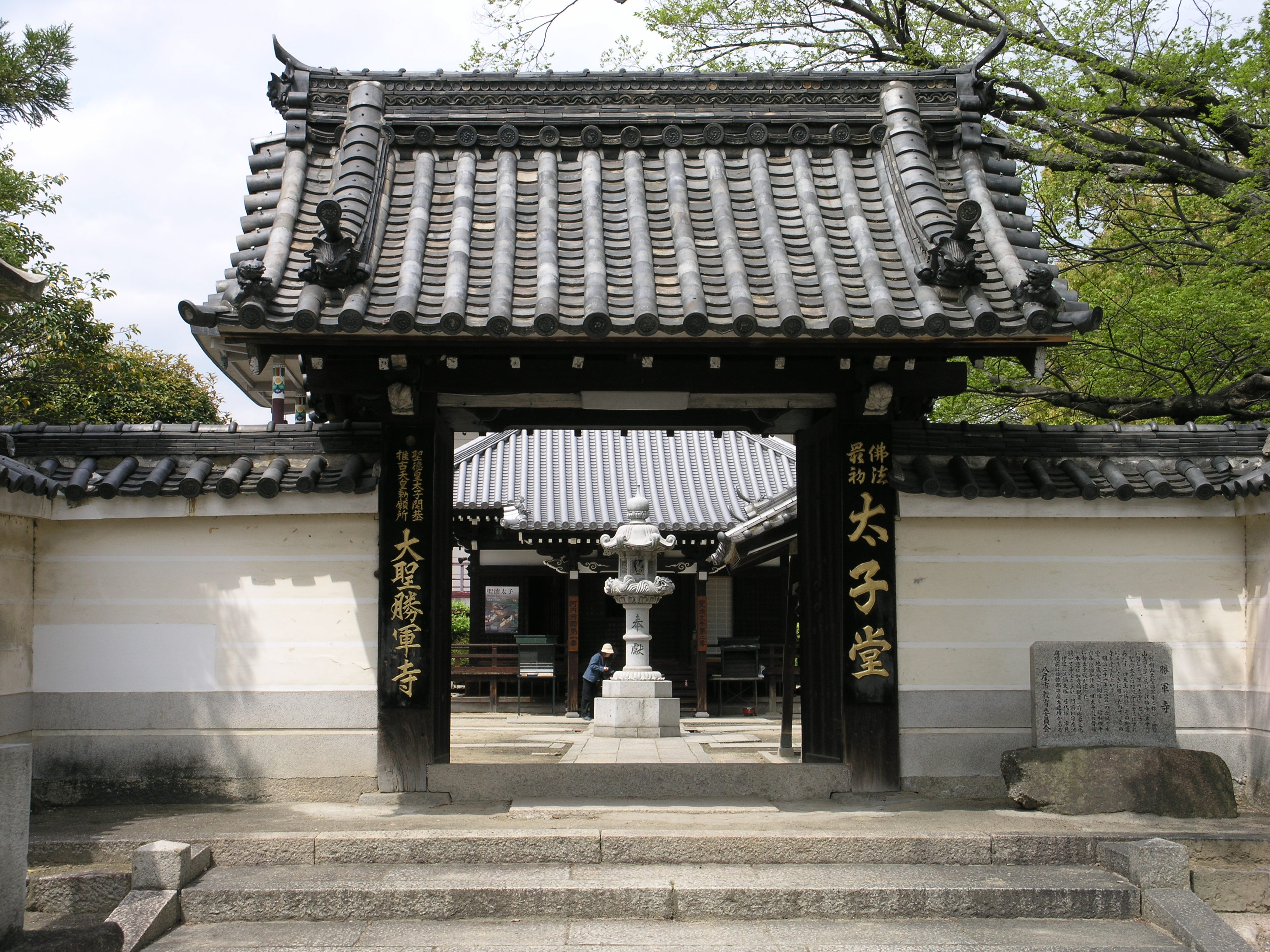
Bâtiment principal

Le Taiseishōgun-ji (大聖勝軍寺) est un temple bouddhiste situé à Yao, dans la préfecture d'Osaka, au Japon. Il a été fondé en 587 et est affilié à Kōyasan Shingon-shū . 